# مسجد داي انكه
مسجد داي انكه: هو مسجد يقع بالقرب من محطة السكك الحديدية في مدينة لاهور الواقعة في إقليم البنجاب شرق باكستان، يقع هذا المسجد التاريخي في منطقة نولاخا والتي تبعد حوالي ربع ميل عن محطة سكة حديد لاهور، ويعتقد على نطاق واسع بان داي أنكه هو من بنى المسجد سنة 1635 الموافق 1045 هـ، قبل ذهابها لأداء فريضة الحج، ومع ذلك هناك نقش في المسجد كتب عليه تاريخ يعود إلى عام 1649 الموافق 1060 هـ .

## نظرة عامة
يقال أن زيب أون نيسا الملقبه بداي أنغا كانت ممرضة الملك المغولي شاه جيهان وكان يحظى باحترام كبير من العائلة المالكة، ومن المعروف أن قبر داي أنغا يعرف باسم ضريح غولابي، وكانت عائلته مرتبطة بشكل وثيق مع عائلة الإمبراطورية المغولية، زوجها مراد خان كان خادم الإمبراطور جهانجير قاضي وبيكانير، وابنها محمد رشيد خان كان أفضل الرماة في المملكة المغولية وتوفي في الحرب وهو في خدمة الابن الأكبر شاه جهان دارا شكوه، وعليه كان شاه جهان يحمل تقدير كبير لزيب أون.

## البناء
السطح الخارجي للمسجد منمق مع أعمال جميلة من البلاط مماثلة لتلك التي تشاهد في مسجد وزير خان في لاهور، كما عرض في المسجد عدد من اللوحات الجدارية الداخلية، ولكن هذه اللوحات إلى حد كبير حل محلها بلاط السيراميك الحديثة الرخيص، على مدى السنوات الماضية كسر تقليد جمالي قديم عمره أكثر من 360 عام .

## وصلات خارجية
- موقع المسجد